# 学者の姿をした聖ヒエロニムス
『学者の姿をした聖ヒエロニムス』（がくしゃのすがたをしたせいヒエロニムス、西: San Jerónimo como erudito、英: Saint Jerome as Scholar）は、クレタ島出身のスペインのマニエリスム絵画の巨匠エル・グレコが1609年にキャンバス上に油彩で制作した絵画で、画家が5点以上制作した書斎の聖ヒエロニムスを主題とした作品のうちの1点である。1969年にロバート・レーマンによりニューヨークのメトロポリタン美術館に寄贈され、1975年以来、同美術館 (ロバート・レーマン・コレクション) に展示されている。

## 作品
聖ヒエロニムスは、ギリシャ語の原典をもとにウルガタ (標準ラテン語訳『聖書』) を完成させた人物である。ルネサンス時代には、聖ヒエロニムスを書斎の中にいる学者の姿で表すか、荒野で悔悛する修道士の姿で表す絵画が多くの人文主義者や学者たちの家に掛けられたが、何度も聖ヒエロニムスの主題を取り上げたエル・グレコも、彼を両方の姿で描いている。
画家が亡くなる数年前に描かれた本作で、聖ヒエロニムスは枢機卿として赤い衣服を纏っており、来訪者に書斎での作業を中断された姿で表されている。この種の作品には、エル・グレコと工房による5点のヴァージョンがあるが、そのうち最良のものはフリック・コレクション (ニューヨーク) とメトロポリタン美術館に所蔵されている。前者の作品は最初期 (1609年) のもので、後者の作品はその複製である。
聖ヒエロニムスは、緑色の布で覆われたテーブルの上にある開いた『聖書』を指さし、自らの功績を認めている。彼の痩せ細った頬と白く長い顎髭は、悔悛する修道士としてのイメージを彷彿とさせる。本作は、聖ヒエロニムスの学者と修道士という2つの役割を融合させた斬新な手法が際立っている。
なお、聖ヒエロニムスが本を指さすポーズは、画家の『枢機卿フアン・パルド・デ・タベーラの肖像』(タベーラ施療院) と『へロニモ・デ・セバーリョス』 (プラド美術館) を想起させるものである。衣服に見られる深い襞の表現は、ミケランジェロとビザンチン美術のイコン絵画の影響を示している。

## ギャラリー

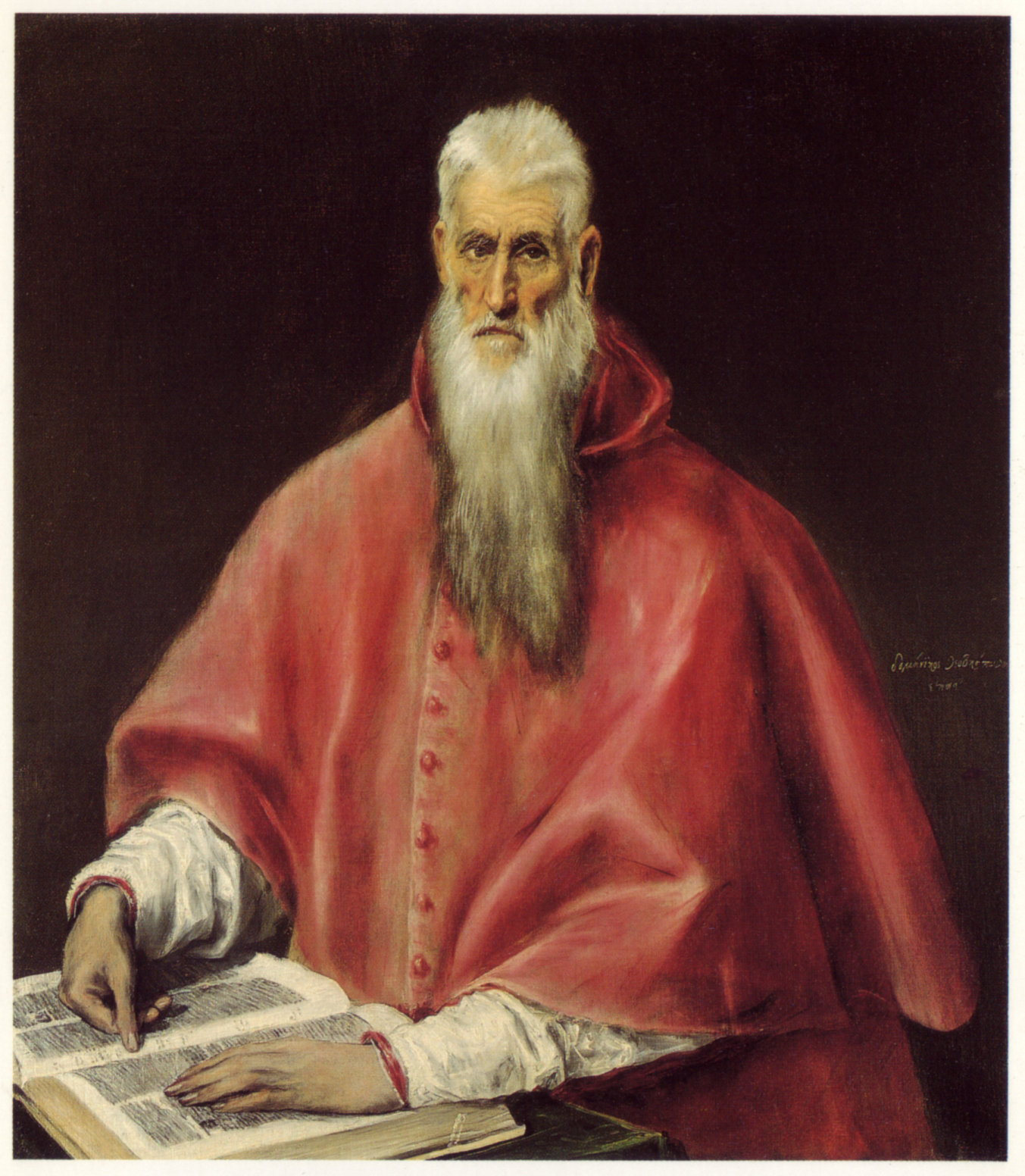
『学者の姿をした聖ヒエロニムス』 (フリック・コレクション、ニューヨーク)
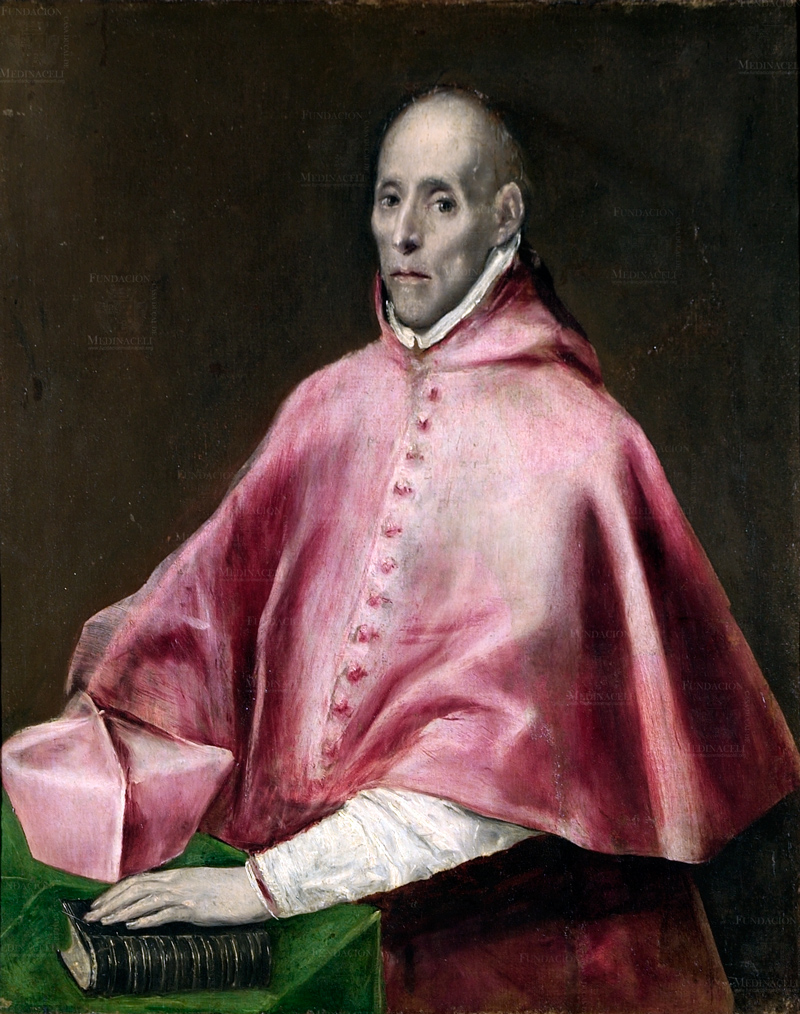
『枢機卿フアン・パルド・デ・タベーラの肖像』 (タベーラ施療院、トレド)